# SBB Am 843
Die SBB Am 843 ist eine moderne Rangier- und Güterzugslokomotive der Schweizerischen Bundesbahnen (SBB). Sie ersetzt ältere Rangierlokomotiven wie die SBB Bm 4/4 und SBB Bm 6/6. Eingesetzt wird die Am 843 von der Division Infrastruktur (843 001ff), der Division Personenverkehr (041ff) und von SBB Cargo (050ff). 

## Geschichte
Die Division Infrastruktur verwendet die Am 843 vor allem in den grossen Rangierbahnhöfen, Personenverkehr in Basel und Chiasso und bei SBB Cargo dient sie vor allem für Zustellfahrten im Nahgüterverkehr.
Neben den 76 Maschinen der SBB wurden vier Maschinen an die BLS AG (Am 843 501–843 504) und drei an Sersa (Am 843 151–153) geliefert.
Fünf der SBB Am 843 sind für den Einsatz in Deutschland (PZB, zweiter Führerstand rechts, 843 091 bis 843 095) eingerichtet. Sie werden unter anderem in der Nahzustellung in Weil am Rhein, Karlsruhe und im RoLa-Terminal Freiburg im Breisgau eingesetzt.
Am 23. April 2021 wurde die Am 843 091 bei einer Rangierkollision in Arch stark beschädigt. Ende November 2021 wurde sie ins Alstom-Werk Stendal überführt, um zu überprüfen, ob ein Umbau auf Batterie und/oder Fahrleitung möglich ist. Nachdem die SBB dieses Projekt im Laufe des Jahres 2022 aufgegeben hatte, wurde entschieden, die Lok abzubrechen. Dies geschah am 11. Januar 2024, mutmasslich in der Umgebung von Stendal.

## Technische Merkmale

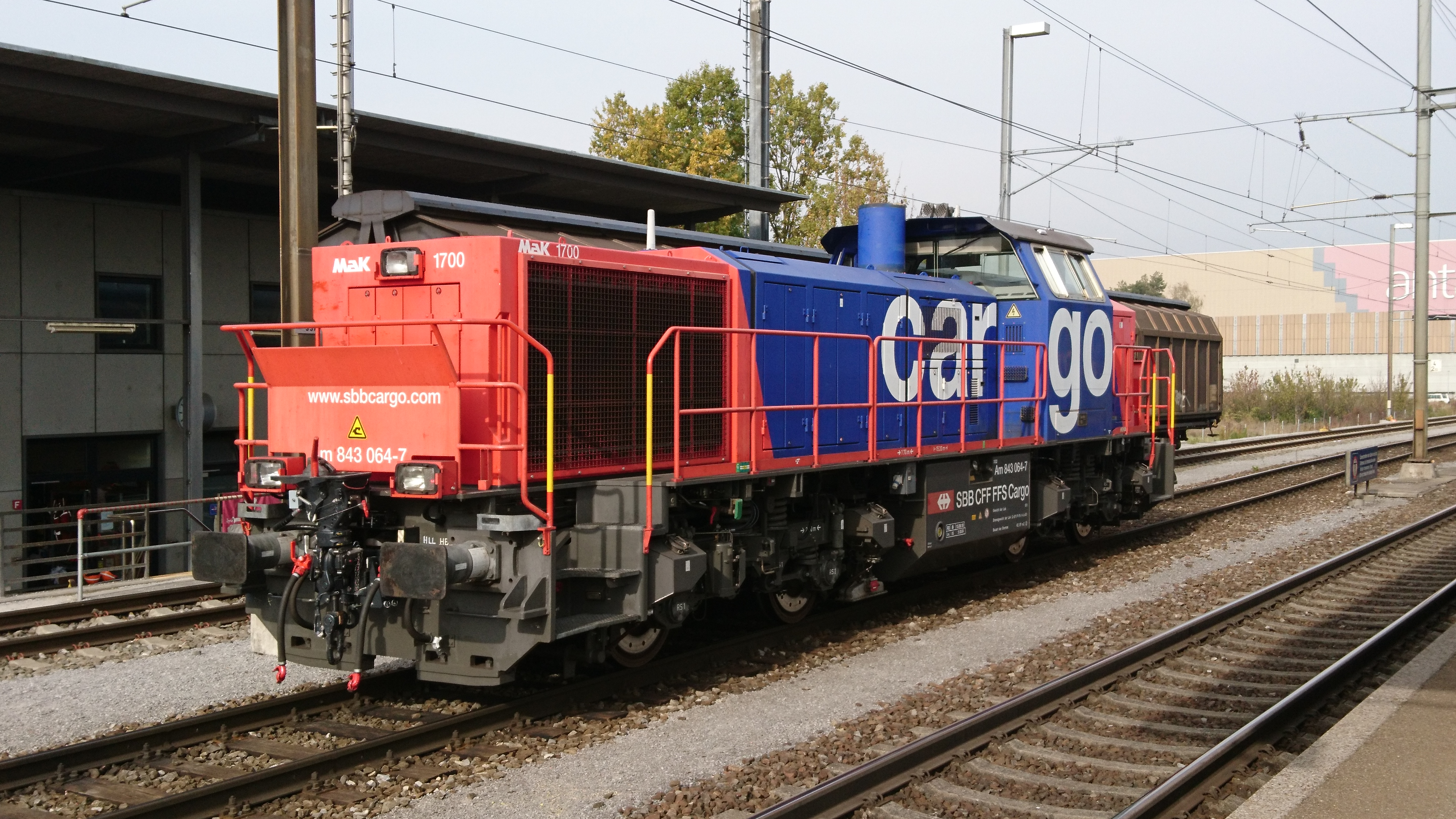
SBB Am 843 064 mit CargoFlex-Kupplung in Lupfig

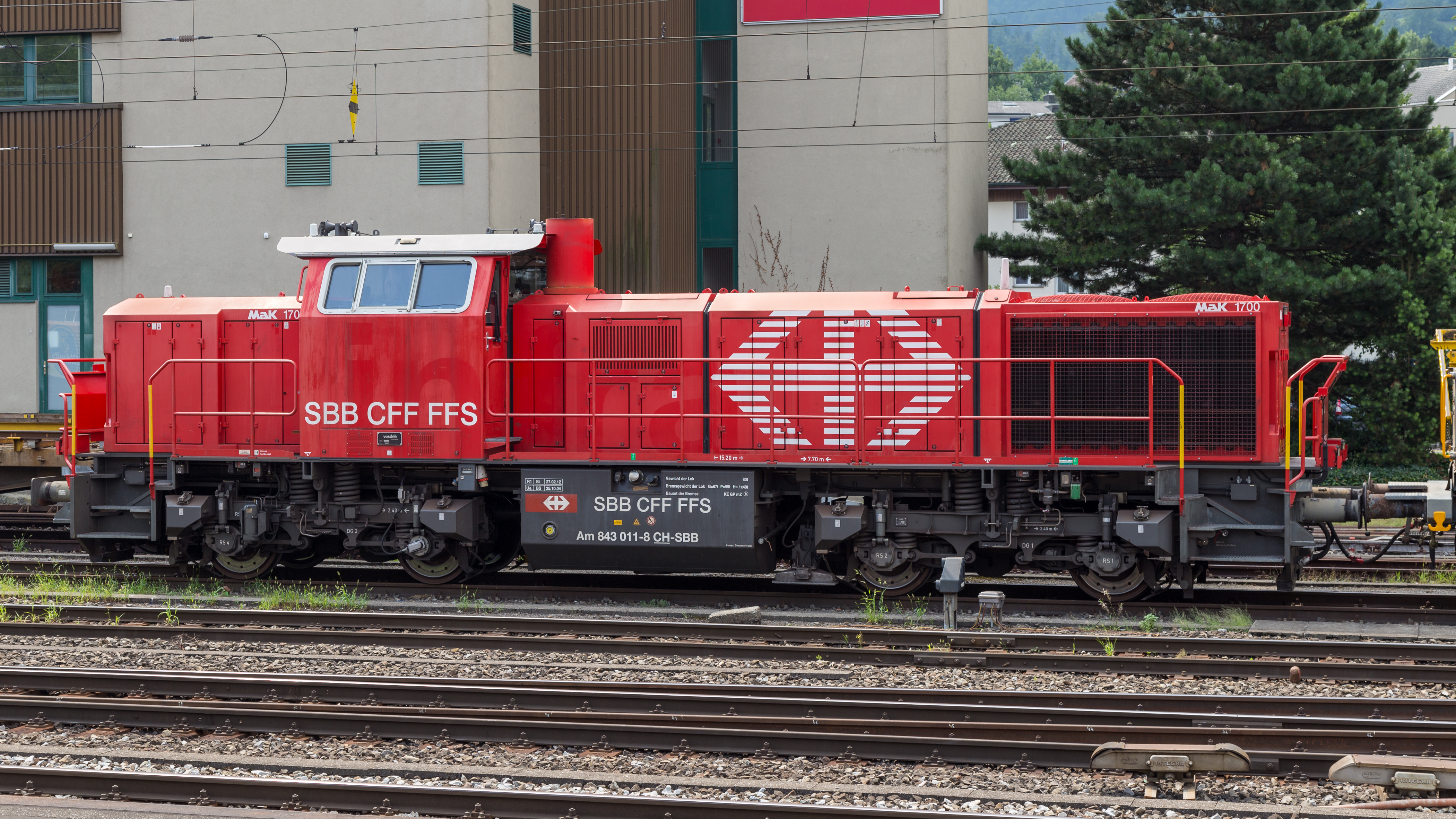
Am 843 011 der Division Infrastruktur

Die Am 843 verfügt als erste Lok ihrer Leistungsklasse über einen Mikropartikelfilter und gilt als eine der saubersten Diesellokomotiven. Zu bedenken ist allerdings, dass in der Schweiz fast das komplette Streckennetz elektrifiziert ist. Diesellokomotiven bieten für den Betreiber den Vorteil, dass bei den Zustellfahrten in nicht elektrifizierte Anschlussgleise die Lokomotive nicht gewechselt werden muss.
Die Am 843 basiert auf den dieselhydraulischen Standardlokomotiven des Typs G 1700-2 BB des Kieler Schienenfahrzeugherstellers Vossloh, ist aber im Gegensatz zur Standardversion auf den in der Schweiz üblichen Linksverkehr ausgelegt, indem Bedienpulte, Stirntüren und Auspuffkamin spiegelsymmetrisch angeordnet wurden. Außerdem haben sie ein Frontgeländer mit Schutzblechen und integrierten Spitzenlichtern. 
Alle Loks der SBB sind mit Integra-Signum und ZUB 262ct ausgerüstet, können also im Streckendienst verwendet werden. Drei Lokomotiven der SBB (Am 843 026–028) sowie jene der BLS sind mit ETCS Level 2 ausgerüstet, um Bauzüge auf den Level-2-Strecken Mattstetten–Rothrist und Frutigen–Visp führen zu können.
Die Am 843 064 wurde im August 2018 als Prototyp mit der neuen Hybridkupplung CargoFlex Typ Scharfenberg von Voith ausgerüstet. Sie ist Bestandteil des Automationsprojekts Ein-Personen-Rangierbetrieb von SBB Cargo.

Angaben zum Dieselmotor (Daten aus Bedienerhandbuch)
Caterpillar 3512B TA-SC, wassergekühlt
Viertakt, Direkteinspritzung
Abgasturboaufladung mit Ladeluftkühlung
V-Motor, 12 Zylinder
Kolbendurchmesser 170 mm, Hub 215 mm
Hubraum 58,6 l
Leerlaufdrehzahl 700/min, Enddrehzahl 1800/min
Leistung 1500 kW
Abgas-Partikelfilter